# 第1回ベルリン国際映画祭
第1回ベルリン国際映画祭は1951年6月6日から17日まで開催された。

## 概要
1950年10月からベルリンで国際映画祭を開くための委員会が開かれ、1951年6月に第一回が開催された。運営委員長には映画史家のアルフレッド・バウアーが任命され、6日にアルフレッド・ヒッチコックの『レベッカ』の上映でベルリナーレと呼ばれる映画祭の歴史が始まった。
選ばれた審査員により、映画のジャンルに合わせてドラマ、コメディ、ミュージカル、ドキュメンタリー、スリラー&アドベンチャーの5部門からそれぞれ金熊賞、銅熊賞が選ばれた。また、観客賞としてウォルト・ディズニーの『シンデレラ』が選ばれた。

## 受賞
- ドラマ部門
  - 金熊賞：『ジープの四人』（レオポルド・リントベルク）
  - 銀熊賞：『越境者』（ピエトロ・ジェルミ）
  - 銅熊賞：『The Browning Version』（アンソニー・アスクィス）

- コメディ部門
- 金熊賞：『Sans laisser d'adresse』（ジャン＝ポール・ル・シャノワ）
- 銅熊賞：『The Mating Season』（ミッチェル・ライゼン）

- ドキュメンタリー部門
- 金熊賞：『Beaver Valley』（ウォルト・ディズニー）
- 銅熊賞：『The Undefeated』（ポール・ディクソン）短編

- スリラー&アドベンチャー部門
- 金熊賞：『裁きは終りぬ』（アンドレ・カイヤット）
- 銅熊賞：『月世界征服』（アーヴィング・ピシェル）

- ミュージカル部門
- 金熊賞：『シンデレラ』（ウォルト・ディズニー）
- 銀熊賞： 『ホフマン物語』（マイケル・パウエル）